# أنتوراج (مسلسل)
انتوراج (بالإنجليزية: Entourage)‏ هو مسلسل كوميديا أمريكي بدأ عرضه على هوم بوكس أوفيس في 18 يوليو 2004 واختتم في 11 سبتمبر 2011، بعد ثمانية مواسم. المسلسل من إنشاء دوغ إلين والذي كتب معظم حلقاته. أحداثه تتبع حياة نجم هوليوود الصاعد فنسنت تشايس وأصدقاء المقربين حيث يحاولون الارتقاء بمسيرتهم المهنية في لوس أنجلوس.
مارك والبيرغ وستيفن ليفنسون عملا كمنتجين تنفيذين على المسلسل، الذي قصته مقتبسه قليلا من حياة والبيرغ المهنية في بدايتها.

## روابط خارجية
- انتوريج على موقع IMDb (الإنجليزية)
- انتوريج على موقع ميتاكريتيك (الإنجليزية)
- انتوريج على موقع الموسوعة البريطانية (الإنجليزية)
- انتوريج على موقع روتن توميتوز (الإنجليزية)
- انتوريج على موقع كينوبويسك (الروسية)
- انتوريج على موقع ألو سيني (الفرنسية)
- انتوريج على موقع قاعدة بيانات الفيلم (الإنجليزية)